# Paul Heller
Pour les articles homonymes, voir Heller.
Paul Heller (né le 21 avril 1971 à Juliers) est un saxophoniste de jazz allemand (son instrument principal est le saxophone ténor), compositeur et arrangeur.

## Biographie
Paul Heller est le fils d'Ingmar et Ulla Heller, son frère aîné est Ingmar Heller (de), contrebassiste de jazz .
Il a étudié de 1990 à 1994 à la Hochschule für Musik Köln avec le saxophoniste Wolfgang Engstfeld (de). De 1987 à 1988, il a joué dans le Jugendjazzorchester NRW (de) et de 1989 à 1991 dans le Bundesjazzorchester (de) sous la direction de Peter Herbolzheimer (de).
En 1990, Paul Heller commence à travailler comme musicien professionnel et joue dans les big bands de Thilo Berg, Jeff Cascaro,
Ansgar Striepens/Ed Partyka, dans le Bobby Burgess Big Band Explosion, le Brussels Jazz Orchestra et était membre du Bob Brookmeyer's New Art Orchestra depuis sa création en 1994. Il a également joué avec des personnalités musicales aussi diverses que Steve Swallow, Adam Nussbaum, Al Foster, Johnny Griffin, Roman Schwaller, Dusko Goykovich, Eddie Gomez, Volker Kriegel, Bennie Wallace, Ack van Rooyen (album “90”, 2021), Kenny Werner, John Engels, Walter Norris, Jasper van't Hof, Charly Antolini, Joanne Brackeen et avec sa femme, la chanteuse de jazz néerlandaise Fay Claassen. Avec Jörg Engels, il a dirigé le groupe Interception (avec Kris Goessens, Ingmar Heller et John Hollenbeck). 

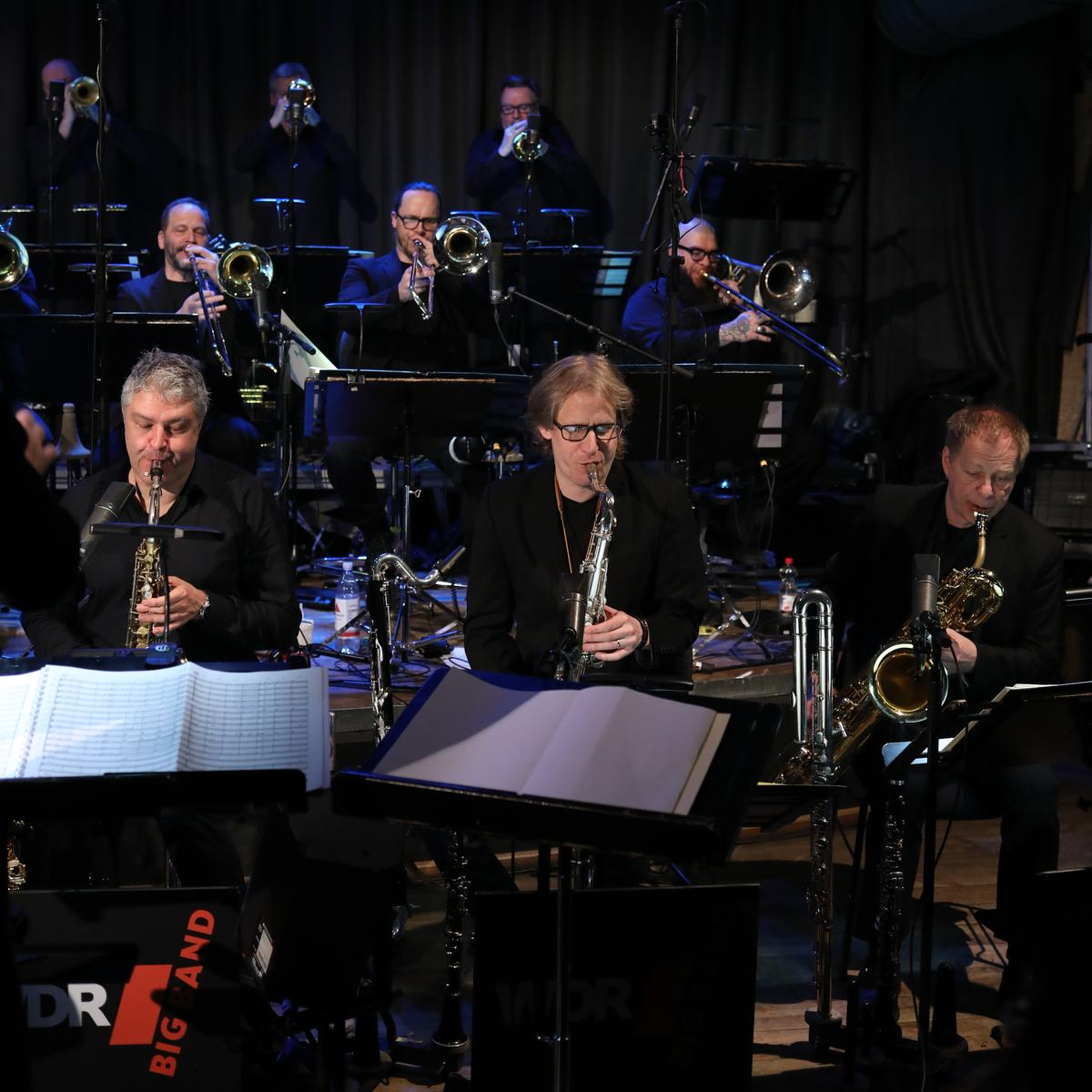
Paul Heller (au centre) dans le WDR Big Band au Jazz-Schmiede (08 février 2019).

Depuis 2005, il est membre du WDR Big Band Köln.
À la demande du Goethe-Institut, Heller a effectué de longues tournées en Turquie, au Mexique, au Sri Lanka, en Inde et au Bangladesh.
En tant que professeur, il est invité à participer à de nombreux ateliers de jazz, par exemple à Inzigkofen, Unna, Coblence, Iéna ou Dortmund. De 2000 à 2005, Heller a été professeur principal de saxophone jazz à l'université Johannes-Gutenberg de Mayence.
Paul Heller joue un saxophone ténor Selmer Mark VI et un bec François Louis en argent sterling.

## Enregistrements
Sous son propre nom, Paul Heller a publié depuis 1994 plus de dix CD (entre autres sur Mons Records) avec entre autres Ack van Rooyen (en), Roberto Di Gioia, Franco Ambrosetti, Adam Nussbaum (en), Wolfgang Haffner, Achim Kaufmann (de), John Hollenbeck, Al Foster, Simon Nabatov (en), Michael Abene et son frère Ingmar Heller.
En tant que sideman et co-leader, Paul Heller est présent sur plus de 70 CD et dans d'innombrables productions radio et TV.
comme leader
- Paul Heller, avec Paul Heller ts ; Ack van Rooyen flh ; Roberto DiGioia p ; Ingmar Heller b ; Wolfgang Haffner dr ; (Mons Records, MR 874 - 764, enregistré  en 1994)
- Kaleidoscope avec Paul Heller ts ; Ack van Rooyen flh ; Franco Ambrosetti flh ; Achim Kaufmann p ;Ingmar Heller b ; Jochen Rückert dr ; (Mons Records, MR 874 - 798, enregistré  en 1996)
- Little Songs, avec Paul Heller ts ; Achim Kaufmann p ; Ingmar Heller b ; John Hollenbeck dr + Peter Bolte as ; Norbert Scholly guit ; Florian Ross p ; (mensik 00204, enregistré  en 2000)
- Ack Van Rooyen - Paul Heller Quintet : Celebration, avec Ack van Rooyen flh ; Paul Heller ts ; Hubert Nuss p ; John Goldsby b ; Hans Dekker dr ; (Mons Records, 2009)
- Special Edition Vol. 1, avec Paul Heller ts ; Michael Abene p ; John Goldsby b ; John Engels dr ; (Mons Records, 2009)
- Special Edition Vol. 2, avec Paul Heller ts ; Olaf Polziehn p ; John Goldsby b ; Al Foster dr ; (Mons Records, 2011)
- Special Edition Vol. 3, avec Paul Heller ts ; Simon Nabatov p ; Ingmar Heller b ; Adam Nussbaum dr ; (Mons Records, 2012)
- Trio, avec Paul Heller ts ; Ruud Ouwehand b ; John Engels dr ; (Mons Records, 2013)
- Paul Heller & Martin Sasse Duo : Blue Nights Vol. 1, (erhältlich bei, 2013)
- Ack van Rooyen & Paul Heller : Live & In Studio avec Hubert Nuss & Ingmar Heller, (Mons Records, 2014)
- Good Times, avec Paul Heller ts ; Peter Tiehuis guit; Olaf Polziehn p ; Ingmar Heller b ; Wolfgang Haffner dr ; (Mons Records, 2015)
- Paul Heller meets Roman Schwaller, avec Paul Heller ts ; Roman Schwaller ts ; Martin Sasse p ; Thomas Stabenow b ; Niklas Walter dr ; (Mons Records, 2016)
- Remembering, (Toy Piano – TPR202003, 2021)

avec le WDR big band
- Bill Laurance : Live at the Philharmonie, Cologne, (Jazzline, 2019)[3],[4]
  - L'enregistrement de son solo dans la composition The good things de Bill Laurance avec le WDR Big Band a notamment accru sa notoriété auprès du public[5].

- Soundscapes by Bob Mintzer, (MCG Jazz, 2021)
- Renderings by Chuck Owen, (MAMA Records, 2023)
- Life Songs by Marshall Gilkes, (Alternate Side Records, 2024)
- Interaction, (Anzic Records, 2025)
- Bluegrass, dir. Bob Mintzer avec pour invité Darol Anger (violon) et Mike Marshall (en) (mandoline), (MCG Jazz, 2025)

## Distinctions et prix
En 1983, Paul Heller, alors âgé de douze ans, a remporté en tant que batteur le premier prix du concours régional « Jugend jazzt », NRW. Deux autres premiers prix ont suivi en 1985, et en tant que saxophoniste en 1986, 1995 et 1998, Paul Heller a reçu le premier prix du « Concours international de composition de Monaco ». En 1996, il a reçu le Förderpreis des Landes Nordrhein-Westfalen für Musik.